# Lepanthes pseudocaulescens
Lepanthes pseudocaulescens là một loài thực vật có hoa trong họ Lan. Loài này được L.B.Sm. & S.K.Harris mô tả khoa học đầu tiên năm 1934.